# Chiesa del Suffragio (San Casciano in Val di Pesa)
La chiesa di Santa Maria del Gesù o del Suffragio est une église située à  San Casciano in Val di Pesa dans la province de Florence  et abrite le musée d'art sacré Giuliano Ghelli.